# Изследователска лаборатория
Изследователска лаборатория e лаборатория, която има изследователско направление, тя понякога става и научен център, който има целта не само да извършва научни експерименти и научни опити, но и да работи като просветителски център. Такива лаборатории се създават за извършването на изследвания в лабораторна среда. Изследователските лабораторни центрове могат да се специализират в основни или разширени изследвания и могат да бъдат ориентирани към приложни и/или теоретични изследвания. Въпреки че терминът често предполага химически научни изследвания, има и много изследователски лабораторни центрове по физика, изчислителна техника и други.
Основните теми за изследователските лаборатории са:
- Разширено изследване в определена приложна област, извършвано в лабораторна среда
- Лабораторна химия
- Лабораторна медицина
- Лабораторно обучение и лабораторна практика
- Лабораторно управление и администриране
- Организация на лабораторията